# Liste des souverains de Milan
La  seigneurie de Milan se constitue au XIIIe siècle dans la famille Visconti, qui la conserve et l'agrandit pendant tout le cours du XIVe siècle au point de se faire concéder le titre ducal par l'empereur Venceslas en 1395. Elle le conserve jusqu'au milieu du XVe siècle, où s'ouvre une crise de succession qui dominera pour un siècle les affaires du duché et formera le motif central des guerres d'Italie. Le Milanais échoit à leur issue à la maison de Habsbourg.

## Seigneurs deMilan

### Maison Visconti
| Rang  | Portrait         | Nom                                                                              | Règne                   | Dynastie | Notes | Armoiries |
| ----- | ---------------- | -------------------------------------------------------------------------------- | ----------------------- | -------- | --- | --------- |
| 1     | Otton Visconti   | Otton Ier (1207, Invorio – 8 août 1295, Milan) mort à 88 ans                     | 1277 – 1291             | Visconti | Otton était le fils aîné d' Hubert Visconti et de Berthe Pirovano. Il fut archevêque de Milan et prit une part active aux querelles politiques qui déchiraient le Nord de l'Italie, ce qui fit la fortune politique de la famille Visconti, du parti gibelin. Fatigué du pouvoir, il laissa les rênes de la cité à son petit-neveu en 1291.           |           |
| 2     | Mathieu Ier      | Mathieu Ier le Grand (15 août 1250, Invorio – 24 juin 1322, Milan) mort à 71 ans | 1291 – 1302 1317 - 1322 | Visconti | Fils d'un frère d'Otton Visconti, Obizzo, seigneur de Massino, Albizzate et Besnate. Sa mère était Anastasia Pirovano, peut-être nièce du cardinal Uberto Pirovano, archevêque de Milan. Mathieu a été chassé en 1302 et l'empereur n'a pas nommé de remplaçant avant de le rappeler en 1317.                                                         |           |
| 3     | Galéas Ier       | Galéas Ier (21 janvier 1277, ? – 6 août 1328, Prescia) mort à 51 ans             | 1322 – 1327             | Visconti | Fils de Mathieu Ier et de Bonacosa Borri, il succède au trône de Milan à la mort de son père. Le 5 juillet 1327, l'empereur destitue Galéas et le fait incarcérer dans la prison des Fours de Monza avec ses deux autres frères Jean et Lucien, sous l'accusation de l'assassinat du frère Étienne. Marié à Béatrice d'Este, fille d'Obizzo II d'Este |           |
| 4     | Azzon Ier        | Azzon (7 décembre 1302, Ferrare – 16 août 1339, Milan) mort à 37 ans environ     | 1327 – 1339             | Visconti | Fils de Galéas Ier et de Béatrice d'Este, il réussit à unifier la seignerie de Milan et de renforcer son pouvoir. Au sommet de sa puissance, Azzon meurt, le 16 août 1339, sans héritier mâle. Marié, en 1330, à Catherine de Vaud, fille de Louis Ier de Vaud.                                                                                       |           |
| 5 & 6 | Jean Visconti    | Jean (v. 1290, Milan – 5 octobre 1354, Milan) mort à 64 ans environ              | 1339 – 1354             | Visconti | Troisième fils du seigneur de Milan, Mathieu Ier et de Bonacosa Bori, il devient cardinal et archevêque de Milan. Fut co-seigneur de Milan de 1339 à 1349 avec son frère Lucien puis seul seigneur de 1349 à 1354. |           |
| 5 & 6 | Luchino Visconti | Luchino (v. 1287, ? – 24 janvier 1349, Milan) mort à 62 ans environ              | 1339 – 1349             | Visconti | Quatrième fils du seigneur de Milan, Mathieu Ier et de Bonacosa Bori, il se consacre à la guerre et devient condottiere avec son frère, le second, Marco. Il est nommé seigneur de Pavie en 1315. Jean laissera à Lucien toute latitude quant au gouvernement de l'État milanais.                                                                     |           |
| 7     | Mathieu II       | Mathieu II (v. 1319, ? – 29 septembre 1355, Milan) mort à 37 ans environ         | 1354 – 1355             | Visconti | Mathieu était le fils aîné d'Étienne Visconti et de Valentine Doria, Mathieu II est seigneur de Plaisance, Lodi, Parme, Bologne, Pontremoli, Monza et San Donnino à la mort du seigneur Jean de Milan, son oncle. |           |
| 8     | Galéas II        | Galéas II (v. 1320, ? – 4 août 1378, ?) mort à 58 ans environ                    | 1354 – 1378             | Visconti | Galéas II était le deuxième fils d'Étienne Visconti et de Valentine Doria, à la mort du seigneur Jean de Milan, son oncle, Galéas II obtient Pavie, Côme, Novare, Verceil, Asti, Alba, Tortona, Alexandrie et Vigevano. |           |
| 9     | Barnabé Visconti | Barnabé (1323, Milan – 19 décembre 1385, Trezzo sull'Adda) mort à 62 ans         | 1354 – 1385             | Visconti | Galéas II était le troisième fils d'Étienne Visconti et de Valentine Doria, à la mort du seigneur Jean de Milan, son oncle, Barnabé règne sur Bergame, Brescia, Crémone, Soncino, Lonato et Val Camonica. Il règne sur tout Milan entre 1378 et 1385.                                                                                                 |           |
| 10    | Jean Galéas      | Jean Galéas (16 octobre 1351, Milan – 3 septembre 1402, Milan) mort à 50 ans     | 1385 – 1395             | Visconti | Il était le fils de Galéas II Visconti et de Blanche de Savoie. Il se fait nommer duc de Milan en 1395. Marié, en 1361, avec Isabelle de France, fille de Jean II le Bon, roi de France. |           |

## Ducs de Milan

### Maison Visconti
| Rang                                                                     | Portrait       | Nom                                                                             | Règne       | Dynastie | Notes | Armoiries |
| ------------------------------------------------------------------------ | -------------- | ------------------------------------------------------------------------------- | ----------- | -------- | --- | --------- |
| 10                                                                       | Jean Galéas    | Jean Galéas (16 octobre 1351, Milan – 3 septembre 1402, Milan) mort à 50 ans    | 1395 – 1402 | Visconti | Le 11 mai 1395 il obtient de l'empereur Venceslas Ier l'élévation au titre de duc contre 100 000 florins d'or ; ses prétentions de soumettre toute l'Italie du Nord le lancent ensuite à la conquête de Pise, Pérouse, Assise et Sienne.                                                                  |           |
| Régence (1402 – 1404) : Catherine Visconti, mère de Jean Marie Visconti. |                |                                                                                 |             |          | |           |
| 11                                                                       | Jean Marie     | Jean Marie (7 septembre 1388, Abbiategrasso – 16 mai 1412, Milan) mort à 23 ans | 1402 – 1412 | Visconti | Jean Marie Visconti était le fils de Jean Galéas Visconti et de Catherine Visconti, elle-même fille de Barnabé Visconti. Il eut pour frère Philippe Marie qui lui succéda. |           |
| 12                                                                       | Philippe Marie | Philippe Marie (23 septembre 1392, ? – 13 août 1447, Milan) mort à 54 ans       | 1412 – 1447 | Visconti | Philippe Marie Visconti était le second fils de Jean Galéas Visconti et de Catherine Visconti, elle-même fille de Barnabé Visconti. Marié en premières noces, en 1412, à Béatrice Lascaris puis en secondes noces, en 1427, à Marie de Savoie, fille d'Amédée VIII de Savoie. Il mourut sans descendance. |           |

La mort de Philippe Marie Visconti, sans descendance ni testament, voit l'extinction de cette maison et s'ouvrir une grave crise de succession. Le duché se dissout et s'organise en une République ambrosienne, tandis que Venise tente d'abattre son principal rival.  
Les deux derniers ducs n'ont d'héritiers que par les femmes : leur sœur Valentine Visconti, mariée à Louis Ier, duc d'Orléans, et la fille illégitime de Philippe-Marie, Blanche Marie Visconti, épouse de François Sforza. Face à cette situation, plusieurs candidats se présentent : 
- Francesco Sforza, gendre de Philippe Marie,
- Charles d'Orléans, neveu des deux derniers ducs, petit-fils de Jean Galéas par sa fille Valentine,
- L'empereur Fréderic III, comme suzerain d'un fief tombé en déshérence.

Ce sont les Sforza qui l'emportent, bien que les Orléans aient temporairement gouverné le duché[réf. nécessaire].

### Maison Sforzaetmaison d'Orléans
| Prétendants Sforza | Prétendants Orléans |
| --- | --- |
| 1450-1466 : Francesco (1401 † 1466) marié, en 1441, à Blanche Marie Visconti, fille naturelle de Philippe Marie Visconti et d'Agnès du Maine 1466-1476 : Galéas Marie (1444 † 1476), fils du précédent marié (1) en 1466 à Dorothée Gonzague (it) (1449 † 1467) marié (2) en 1468 à Bonne de Savoie (1449 † 1503) 1476-1494 : Jean Galéas (1469 † 1494), fils du précédent et de Bonne de Savoie marié en 1489 à Isabelle de Naples (1470 † 1524) 1494-1499 : Ludovic le More (1452 † 1508), fils de François Sforza, oncle du précédent marié en 1491 à Béatrice d'Este (1475 † 1497) | 1447-1465 : Charles d'Orléans (1394-1465), fils de Louis Ier d'Orléans et de Valentine Visconti marié (1) en 1406 à Isabelle de Valois (1389 † 1409) marié (2) en 1410 à Bonne d'Armagnac (1392 † après 1415) marié (3) en 1440 à Marie de Clèves (1426 † 1487) 1465-1499 : Louis II d'Orléans, roi de France (Louis XII) en 1498 fils du précédent et de Marie de Clèves marié (1) en 1476 à Jeanne de France (1464 † 1505) marié (2) en 1499 à Anne de Bretagne (1477 † 1514) marié (3) en 1514 à Marie Tudor (1496 † 1533) En 1498, la maison d'Orléans monte sur le trône de France. Milan devient alors la cible privilégiée des rois de France en Italie. |
| 1450-1466 : Francesco (1401 † 1466) marié, en 1441, à Blanche Marie Visconti, fille naturelle de Philippe Marie Visconti et d'Agnès du Maine 1466-1476 : Galéas Marie (1444 † 1476), fils du précédent marié (1) en 1466 à Dorothée Gonzague (it) (1449 † 1467) marié (2) en 1468 à Bonne de Savoie (1449 † 1503) 1476-1494 : Jean Galéas (1469 † 1494), fils du précédent et de Bonne de Savoie marié en 1489 à Isabelle de Naples (1470 † 1524) 1494-1499 : Ludovic le More (1452 † 1508), fils de François Sforza, oncle du précédent marié en 1491 à Béatrice d'Este (1475 † 1497) | Rois de France |
| 1499-1500 : Ludovic le More | 1499-1500 : Louis XII de France |
| 1500-1500 (Février-Avril) : Ludovic le More | 1500-1500 (Février-Avril) : Louis XII |
| 1500-1508 : Ludovic le More 1508-1512 : Maximilien (1493 † 1530 ou 1552), fils du précédent non marié, sans descendance | 1500-1512 : Louis XII |
| 1512-1515 : Maximilien | 1512-1515 : Louis XII |
| 1515-1521 : Maximilien. En s'emparant du duché, les Français capturent Maximilien Sforza et l'exilent en France. | 1515-1521 : François Ier, gendre du précédent, arrière-petit-fils de Louis Ier d'Orléans et de Valentine Visconti, au nom de sa première épouse Claude de France marié (1) en 1514 à Claude de France (1499 † 1524), fille de Louis XII et d'Anne de Bretagne marié (2) en 1530 à Éléonore de Habsbourg (1498 † 1558) |
| 1521-1524 : François II (1495 † 1535), frère de Maximilien marié en 1534 à Christine de Danemark (1521 † 1590), nièce de Charles-Quint | 1521-1524 : François Ier |
| 1524-1525 : François II | 1524-1525 : François Ier |
| 1525-1535 : François II (1495 † 1535), frère du précédent À sa mort, la branche milanaise des Sforza s'éteint et le duché tombe en déshérence. En vertu du droit féodal, il fait retour à son suzerain, l'empereur Charles Quint. | À partir des années 1525, les rois de France sont contraints d'abandonner leurs prétentions sur le duché par une succession de traités : - traité de Madrid en 1526 - paix des Dames en 1529 - paix de Crépy en 1544 - paix du Cateau-Cambrésis en 1559 |

### Maison de Habsbourg
Le duché, repris pour déshérence par l'empereur Charles Quint, qui est par ailleurs chef de la maison de Habsbourg et roi d'Espagne, est l'objet de convoitises : Charles Quint est sollicité par le roi de France, par le pape Paul III Farnèse et par son frère cadet Ferdinand. 
En 1540, il attribue en secret le duché à son fils, l'infant Philippe, ne rendant cette investiture publique qu'en 1546. En 1555, Charles abdique la couronne d'Espagne au profit de Philippe, qui devient le roi Philippe II, tout en conservant le duché de Milan.
Le duché de Milan reste à la maison des Habsbourg d'Espagne jusqu'à la mort de Charles II, mort sans héritier en 1700. Â la fin de la guerre de Succession d'Espagne (1701-1714), le traité d'Utrecht attribue le duché à la maison des Habsbourg d'Autriche, issue de Ferdinand, frère de Charles Quint.
Après une période française sous la Révolution et l'Empire, le congrès de Vienne restitue en 1815 la plus grande partie du Milanais aux Habsbourg, désormais à la tête de l'empire d'Autriche, qui réunissent ces territoires avec celui de la république de Venise au sein du royaume de Lombardie-Vénétie.
En 1859, dans le cadre du processus d'unification de l'Italie, Milan et la Lombardie sont conquis par Victor-Emmanuel II, roi de Sardaigne (ainsi que duc de Savoie et prince de Piémont), et intégrés en 1861 au nouveau royaume d'Italie.